# Rhynchomicropteron curvescens
Rhynchomicropteron curvescens är en tvåvingeart som beskrevs av Schmitz 1927. Rhynchomicropteron curvescens ingår i släktet Rhynchomicropteron och familjen puckelflugor. Inga underarter finns listade i Catalogue of Life.